# Окулов, Олег Германович
Олег Германович Окулов (род. 9 мая 1966, Бородинское, Ленинградская область, СССР) — российский баскетбольный тренер.

## Карьера
Занимался баскетболом в Василеостровской СДЮСШОР. Тренерскую карьеру начинал в детском баскетболе в Адмиралтейской СДЮСШОР Санкт-Петербурга.
С 2005 по 2006 годы возглавлял петербургский «Спартак-2», а в 2006 году возглавил основную команду. В декабре 2007 года, в связи с неудовлетворительными командными результатами, был отправлен в отставку.
В августе 2007 года стал главным тренером латышского клуба «Лиепая».
С 2009 по 2011 года возглавлял череповецкую «Северсталь».
С 2011 по 2015 год возглавлял «Урал», выступающий в Суперлиге. За эти четыре сезона команда из Екатеринбурга дважды становилась чемпионом второго по значимости первенства страны (2011/2012 и 2012/2013). Также в сезоне 2013/2014 подопечные Олега Окулова принимали участие в Еврочеллендже и сенсационно сумели пробиться в четвертьфинал. В сезоне 2014/2015 «Урал» остановился в шаге от медалей, проиграв в серии за третье место московскому «Динамо».
В июле 2015 года стал главным тренером «Енисея». Под руководством Окулова, в сезоне 2015/2016, красноярская команда вышла в «Финал Четырёх» Кубка ФИБА Европа.
В июне 2016 года Окулов продлил контракт с «Енисеем» ещё на один сезон. В сезоне 2016/2017 красноярский клуб вышел в плей-офф Единой лиги ВТБ.
В мае 2017 года подписал новый двухлетний контракт с «Енисеем».
В феврале 2019 года Окулов был выбран главным тренером команды «Звёзды России» в «Матче всех звёзд» Единой лиги ВТБ.
В июне 2019 года Окулов возглавил «Руну», но в марте 2020 года покинул московский клуб.

## Достижения
- Чемпион Суперлиги (2): 2011/2012, 2012/2013